# Mau (district)
Mau (ook wel Mau Nath Bhanjan genoemd) is een district van de Indiase staat Uttar Pradesh. Het district telt 1.849.294 inwoners (2001) en heeft een oppervlakte van 1713 km².
Mau maakt deel uit van de divisie Azamgarh. Naast de gelijknamige hoofdstad Mau behoren ook plaatsen als Kopaganj, Ghosi, Dohrighat en Muhammadabad tot het district. Langs de noordgrens van het district stroomt de Ghaghara.
Hoofdstad: Lucknow
Districten:
Divisie Agra: Agra · Firozabad · Mainpuri · Mathura
Divisie Aligarh: Aligarh · Etah · Hathras · Kasganj
Divisie Ayodhya (Faizabad): Ambedkar Nagar · Amethi · Ayodhya (Faizabad) · Barabanki · Sultanpur
Divisie Azamgarh: Azamgarh · Ballia · Mau
Divisie Bareilly: Bareilly · Budaun · Pilibhit · Shahjahanpur
Divisie Basti: Basti · Sant Kabir Nagar · Siddharthnagar
Divisie Benares (Varanasi): Benares (Varanasi) · Chandauli · Ghazipur · Jaunpur
Divisie Chitrakoot: Banda · Chitrakoot · Hamirpur · Mahoba
Divisie Devipatan: Bahraich · Balrampur · Gonda · Shravasti
Divisie Gorakhpur: Deoria · Gorakhpur · Kushinagar · Maharajganj
Divisie Jhansi: Jalaun · Jhansi · Lalitpur
Divisie Kanpur: Auraiya · Etawah · Farrukhabad · Kannauj · Kanpur Dehat · Kanpur Nagar
Divisie Lucknow: Hardoi · Lakhimpur Kheri · Lucknow · Raebareli · Sitapur · Unnao
Divisie Meerut: Bagpat · Bulandshahr · Gautam Buddha Nagar · Ghaziabad · Hapur · Meerut
Divisie Mirzapur: Bhadohi · Mirzapur · Sonbhadra
Divisie Moradabad: Amroha · Bijnor · Moradabad · Rampur · Sambhal
Divisie Prayagraj (Allahabad): Fatehpur · Kaushambi · Pratapgarh · Prayagraj (Allahabad)
Divisie Saharanpur: Muzaffarnagar · Saharanpur · Shamli